# Кордье, Бод
Бод Кордье́ (фр. Baude Cordier, род. около 1380 года, Реймс, Франция — ум. около 1440 года, Дижон (?), герцогство Бургундское) — французский композитор, органист и арфист при дворе герцогов Бургундских, представитель стиля Ars subtilior.

## Биография
Композитор родился в Реймсе около 1380 года (по другой версии — до 1364 года). Высказывалась принятая многими историками и музыковедами гипотеза, что Кордье — псевдоним или прозвище композитора («Арфист»), указывающее, что он был придворным музыкантом. Существует версия, которую поддерживают многие специалисты, что настоящее имя композитора — Бод Френель (Baude Fresnel), или Baude de Rains, что снова истолковывается как указание на город Реймс. Он был нанят в свиту бургундского герцога Филиппа II Смелого 10 января 1384 года. Когда герцог отправился в Авиньон и Милан в 1395 году, то Бод Френель путешествовал вместе с ним. Френель женился в 1395 году, но умер в 1397 или в 1398 году. Тем не менее вопрос о тождестве этих двух лиц не решён окончательно. Затрудняет его, в частности, то, что нотационные методы, используемые в Кодексе Шантийи, не встречаются раньше 1400 года (а в соответствии с документами Бод Френель умер не позднее 1398 года). Музыка в Кодексе Шантийи так однозначно связана с конструктивными особенностями нотного текста, что только композитор мог быть автором этого варианта записи.

## Творчество

«Belle, Bonne, Sage» — реконструкция нотного текста XV века

Боду Кордье приписывается авторство одиннадцати дошедших до нас композиций, относящихся к XIV веку, но он известен в первую очередь как автор двух рондо́, входящих в Кодекс Шантийи (Codex Chantilly, F-CH MS 564, Франция, конец XIV века): «Belle, bonne, sage» и «Tout par compas suy composés». Необычна форма нотного текста этих произведений — первое изображено в форме сердца (отдельные нотные знаки выведены красным цветом), а второе — в форме круга. Форма записи первого отражает содержание сочинения — оно посвящено пылкому выражению любви. Второе произведение представляет собой круговой канон, предназначенный для безостановочного повтора (на это указывает и его название — «Я весь скомпонован циркулем»). В тексте второго из них указано, что его композитор родился в Реймсе. Саму необычную форму нотной записи считают ранним проявлением маньеризма. В сочинениях Бода Кордье заметны итальянские заимствования: каденции, имитационные начала, пластичность мелодии. На основе этих особенностей его творчества высказывается предположение, что он некоторое время работал в Италии, в частности, в Риме.
Другие сочинения Кордье находятся в двух рукописях. Семь его рондо хранятся в рукописи в Оксфорде (Bodleian Library, MS Canonici Miscellaneous 213). Ещё одно рондо, приписываемое композитору («Se cuer d’amant par soy humilier») и Gloria in excelsis Deo (вероятно, фрагмент несохранившейся до нашего времени мессы) находятся в Болонье (Civico Museo Bibliografico Musicale, Ms Q 15). Из дошедших до нас рукописей ясно, что, кем бы он ни был в действительности, Кордье был талантливым композитором и оригинально мыслящим человеком. Принято относить его творчество к Ars subtilior («утончённое искусство», то есть стиль особенно изысканной техники сочинения). В историографии этот стиль рассматривается как переходный период от средневековой музыки к ренессансной.

## Сочинения
Полный список сохранившихся произведений композитора:
- Amans ames secretement. (рондо)
- Belle, bonne, sage (рондо)
- Ce jour de l’an que maint doist estrenier (рондо)
- Dame excellent ou sont bonte (баллада)
- Gloria in excelsis Deo
- Je suy celuy qui veul toudis servir (рондо)
- Pour le deffault du noble dieu bachus (рондо)
- Que vaut avoir qui ne vit liement (рондо)
- Se cuer d’amant par soy humilier (рондо)
- Tant ay de plaisir et de desplaisance (рондо)
- Tout par compas (рондо)

## Галерея

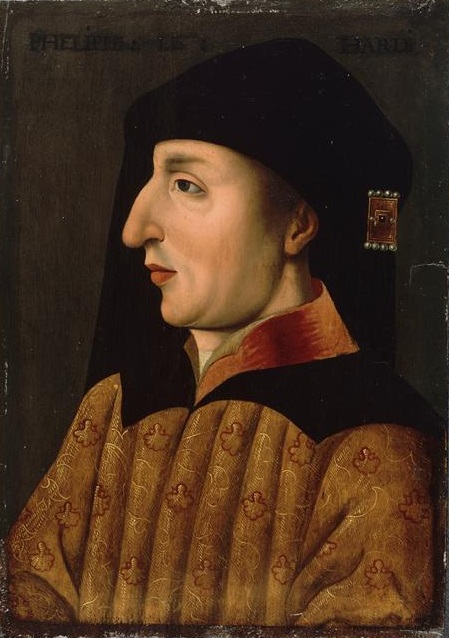
Филипп II Смелый — покровитель Бода Френеля
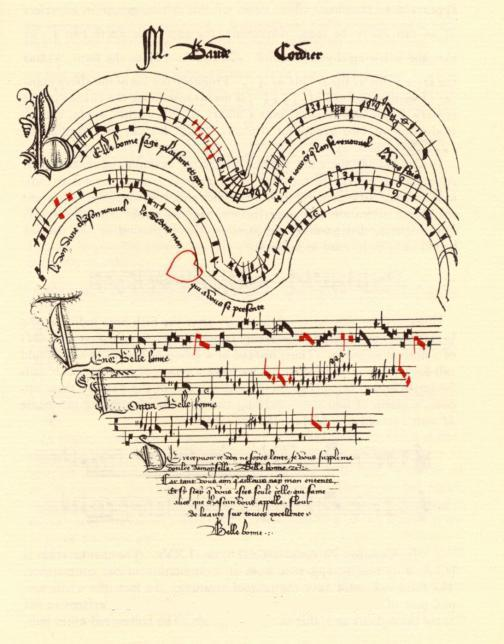
Рондо «Belle, bonne, sage» в Кодексе Шантийи
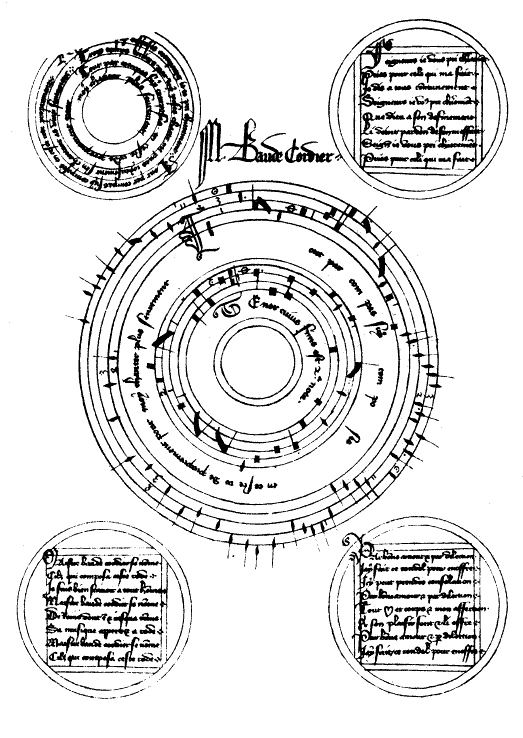
Рондо «Tout par compas suy composés» в Кодексе Шантийи
- «Belle, bonne, sage» в современной транскрипции

## Издания сочинений
- Early Fifteenth Century Music, edited by Gilbert Reaney, [n.p.]: American Institute of Musicology, 1955 (Corpus Mensurabilis Musicae. 11/I).
- French Secular Music. Manuscript Chantilly. Musée Condé 564 // edited by Gordon K. Greene. Monaco: Editions de L’Oiseau-Lyre, 1980-1981 (Polyphonic Music of the Fourteenth Century. XVIII-XIX).
- French Sacred Music, edited by Giulio Cattin and Francesco Facchin. Monaco: Editions de l’Oiseau Lyre, 1992 (Polyphonic Music of the Fourteenth Century. Vol. XXIII A).